# Ielena Bónner
Ielena Gueórguievna Bónner (rus: Еле́на Гео́ргиевна Бо́ннэр; Merv, URSS, 15 de febrer de 1923 – Boston, Massachusetts, Estats Units, 18 de juny del 2011) fou una activista pels drets humans a la Unió Soviètica i Rússia, esposa en segones núpcies del també activista i físic Andrei Sàkharov.

## Biografia

### Joventut
Bónner va néixer amb el nom de Lússik Alikhànova (rus: Лусик Алиханова) a Merv (ara Mary), RSS del Turkmenistan, URSS. El seu pare biològic, que amb prou feines va conèixer, segons relata a les seves memòries, era l'armeni Levon Sarkíssovitx Kotxarov (rus: Левон Саркисович Кочаров; nom armeni: "Kotxarian"); el seu padrastre (al qual de vegades incorrectament la pròpia Bónner es refereix com el seu pare) era Gueorgui Serguéievitx Alikhànov (rus: Георгий Сергеевич Алиханов; nom armeni: Guevork Sarkíssovitx Alikhanian; 1897-1938), un armeni que va fundar el Partit Comunista de l'Armènia Soviètica, i era un membre d'alt rang del Comintern; la seva mare era Ruf Grigórievna Bónner (rus: Руфь Григорьевна Боннэр, 1900-1987), una activista jueva, membre del Partit Comunista des del 1924. Tenia un germà menor, Ígor, que es va convertir en un oficial de carrera a la marina. La seva família tenia una datxa d'estiu a Sestroretsk i Bónner tenia bons records d'allà.
El 1937, el pare de Bónner va ser detingut per l'NKVD i executat com a part de Gran Purga de Stalin; La seva mare va ser detinguda uns dies més tard, i va estar-se vuit anys en un gulag prop de Karaganda, Kazakhstan, seguit de nou anys d'exili intern. L'oncle matern de Bónner, de 41 anys, Matvei Bónner, també va ser executat durant la purga, i la seva dona fou desterrada internament. Els quatre serien exonerats (rehabilitats) després de la mort de Stalin en 1953.
Després de la detenció de tots dos pares en 1937, es va traslladar amb la seva àvia a Leningrad. El 1940 va començar a estudiar a la Facultat de llengua i literatura russa de la Universitat Herzen. L'àvia de Ielena Bónner moriria a Leningrad durant el setge.
Va treballar com a infermera durant la Segona Guerra Mundial i fou ferida dues vegades. El Dia de la Victòria, 9 de maig de 1945, es trobava a Innsbruck (Àustria). Fou desmobilitzada a finals d'agost de 1945. En 1971 va ser reconeguda com a discapacitada del grup II per la Segona Guerra Mundial.
Després de la guerra va aconseguir un títol de pediatria en el Primer Institut Mèdic de Leningrad, actualment Primera Universitat Mèdica Estatal Pàvlov de Sant Petersburg. Després de la seva graduació va treballar com a metge de districte, i a continuació, com a pediatra de l'Hospital de la Maternitat; va ser la cap de la part pràctica i formació de l'escola de medicina a Moscou, on va impartir classes de malalties infantils.

### Matrimoni i descendència
A la facultat de medicina va conèixer el seu primer marit, Ivan Semenov (1924-1993). Van tenir una filla, Tatiana Iankelévitx, el 1950, i un fill, Aleksei, en 1956. Els seus fills van emigrar als Estats Units el 1977 i 1978, respectivament.
Bónner i Semenov es van separar el 1965, i finalment es van divorciar. A l'octubre de 1970, mentre assistia al judici dels activistes de drets humans Revolt Pímenov i Borís Vail a Kaluga, Bónner va conèixer Andrei Sàkharov, un físic nuclear i activista dels drets humans; es van casar el 1972. L'any abans que es coneguessin, el 1969, Sàkharov havia enviudat de la seva esposa, Klàvdia Alekséievna Vikhiriova, amb la qual va tenir dues filles i un fill.

### Activisme
Ja des de la dècada del 1940, Bónner havia ajudat als presos polítics i les seves famílies. Tot i que Bónner s'havia unit al Partit Comunista de la Unió Soviètica el 1964 mentre treballava com a metge, només uns pocs anys més tard es convertiria en una destacada activista del moviment pro drets humans soviètic. La seva resolució cap a la dissidència es va enfortir a l'agost de 1968 després que els tancs del bloc soviètic entressin a Txecoslovàquia per esclafar el moviment de la Primavera de Praga. Aquest esdeveniment va reforçar la seva creença que el sistema no podria ser reformat des de dins.
En el judici de Kaluga el 1970, Bónner i Sakhàrov es van reunir amb Natan Xaranski i van començar a treballar junts per defensar els jueus condemnats a mort per intentar escapar de l'URSS en un avió segrestat. Sota la pressió de Sàkharov, el règim soviètic va permetre a Ielena Bónner de viatjar a Occident el 1975, 1977 i 1979 per al tractament de la seva lesió a l'ull del temps de la guerra. Quan a Sàkharov, guardonat amb el Premi Nobel de la Pau el 1975, li fou prohibit viatjar per les autoritats soviètiques, Bónner, que estava a Itàlia pel tractament, el representà en la cerimònia de lliurament d'Oslo.
Bónner es va convertir en un membre fundador del Grup Moscou Hèlsinki en 1976. Quan el gener de 1980 Sàkharov va ser exiliat a Gorki, una ciutat tancada als estrangers, l'assetjada i públicament denunciada Bónner es va convertir en la seva línia de vida, viatjant entre Gorki i Moscou per portar els seus escrits i fer-los públics. El seu arrest a l'abril de 1984 per l'"agitació i propaganda antisoviètica" i la condemna a cinc anys d'exili a Gorki interromperen les seves vides de nou. Diverses llargues i doloroses vagues de fam de Sàkharov van obligar a nou líder soviètic, Mikhaïl Gorbatxov, a deixar-la viatjar als Estats Units el 1985 per sotmetre's a una cirurgia de bypass de l'artèria coronària. Abans d'això, el 1981, Bónner i Sàkharov van protagonitzar una perillosa però efectiva vaga de fam per aconseguir que els funcionaris soviètics permetessin que la seva nora, Ielizaveta Konstantínovna ("Liza") Alekséieva, obtingués un visat de sortida per reunir-se amb el seu marit, Aleksei Semiónov, fill de Bónner, als Estats Units.
Al desembre de 1986, Gorbatxov va permetre tornar Sàkharov i Bónner a Moscou. Després de la mort de Sàkharov el 14 de desembre 1989, Bónner va establir la Fundació Andrei Sàkharov i l'Arxiu de Sàkharov a Moscou. El 1993, va donar els documents de Sàkharov a la Universitat Brandeis dels Estats Units; el 2004 van ser posats a disposició de la Universitat Harvard. Bónner va romandre oberta a la democràcia i els drets humans a Rússia i a tot el món. Es va unir als defensors del parlament rus durant el cop d'agost i recolzà Borís Ieltsin durant la crisi constitucional a principis de 1993.
El 1994, indignada pel que ella va anomenar "genocidi del poble txetxè", Bónner va renunciar a la Comissió de Drets Humans de Ieltsin i es va convertir en una oberta opositora a la participació armada russa a Txetxènia, criticant el Kremlin per haver suposadament tornat a l'autoritarisme a l'estil KGB sota Vladímir Putin. També va ser crítica amb la solució de dos estats del "quartet" internacional per al conflicte palestino-israelià i va expressar els seus temors sobre l'augment de l'antisemitisme a Europa. El 1999, Ielena Bónner va rebre la Medalla Truman-Reagan de la Llibertat.
L'agost de 2008, va condemnar les accions de Rússia a Ossètia del Sud durant el conflicte armat.
Bonner va ser un dels 34 primers signants del manifest online anti-Putin "Putin ha de marxar", publicat el 10 de març de 2010.

### Darrers anys i mort
A partir de 2006, Bónner dividí el seu temps entre Moscou i els Estats Units, on viuen encara els seus dos fills, cinc nets, una besneta, i un besnet. Va morir el 18 de juny del 2011 per una aturada cardíaca a Boston, Massachusetts, a l'edat de 88 anys segons va declarar la seva filla, Tatiana Iankelévitx. Havia estat hospitalitzada des del 21 de febrer. A petició seva, el cos va ser incinerat, i l'urna amb les cendres es va traslladar a Moscou i va ser enterrada al cementiri de Vostriakovo, al costat del seu marit Andrei Sàkharov, la seva mare i el seu germà.